# Hipotensja
Hipotensja (niedociśnienie), również hipotonia – obniżenie ciśnienia tętniczego poniżej 90/50 mm Hg lub 100/60 mm Hg. Problem dotyczy około 15% społeczeństwa.

## Rodzaje

### Niedociśnienie pierwotne
Jest to najczęstsza postać: 
- o nieznanym pochodzeniu
- utrzymująca się przewlekle
- występująca częściej u osób szczupłych
- skłonność częściowo dziedziczna.

### Niedociśnienie ortostatyczne
W tym przypadku niedociśnienie powstaje w wyniku zaburzeń regulacji ciśnienia przy gwałtownym wstawaniu lub długim staniu. Krew gromadzi się poniżej serca, co zmniejsza ilość tłoczonej przez nie krwi. Hipotonię ortostatyczną można rozpoznać wtedy, gdy zmiana pozycji ciała z leżącej na stojącą powoduje spadek ciśnienia skurczowego o przynajmniej 20 mm Hg lub ciśnienia rozkurczowego o przynajmniej 10 mm Hg w ciągu 3-minutowego testu pionizacyjnego.
Hipotonia ortostatyczna jest działaniem niepożądanym wielu leków, szczególnie tych, które są stosowane w terapii nadciśnienia tętniczego. Jest najczęstszą przyczyną omdleń u osób z nadciśnieniem. Odsetek ten jest większy u cierpiących na choroby krążenia i cukrzycę. Zwiększa ryzyko zgonu u chorych w starszym wieku.

### Niedociśnienie wtórne
Jest to niedociśnienie występujące jako powikłanie:
- chorób układu krążenia
- neuropatii autonomicznej (uszkodzenia wegetatywnego układu nerwowego) np. w chorobie Parkinsona
- niedoczynności
  - kory nadnerczy (choroba Addisona)
  - płata tylnego przysadki mózgowej
  - tarczycy
- infekcji
- cukrzycy
- zmniejszenia ilości krążącej krwi (z powodu krwawienia lub odwodnienia)
- przedawkowania leków hipotensyjnych
- przyjmowania lewodopy i agonistów receptorów dopaminergicznych podawanych w chorobie Parkinsona
- nadużycia alkoholu
- długotrwałego leżenia u przewlekle chorych, kiedy dochodzi do rozluźnienia naczyń krwionośnych.

## Objawy
- zwiększona senność
- osłabienie
- zaburzenia koncentracji
- bóle głowy
- zawroty głowy i mroczki przed oczami
- szum w uszach
- nastroje depresyjne
- wewnętrzny niepokój
- ziębnięcie rąk i stóp
- ból karku w pozycji stojącej
- temperatura poniżej 36–37 °C

## Postępowanie

### Niefarmakologiczne[4]
- picie dużej ilości płynów (2–2,5 l/dobę)
- zwiększenie ilości spożywanej soli (10–20 g/dzień)
- unikanie obfitych posiłków
- regularna aktywność fizyczna
- prysznic na przemian ciepłą i zimną wodą
- ułożenie głowy kilkanaście cm powyżej poziomu stymuluje uwalnianie reniny i zmniejszanie produkcji moczu
- siedzenie z nogą założoną na nogę
- noszenie pończoch uciskowych lub elastycznych bandaży uciskowych – zmniejsza to ilość krwi zalegającej w nogach

### Farmakologiczne
Leczenie farmakologiczne stosuje się w przypadku niedociśnienia ortostatycznego i pierwotnego, gdy postępowanie niefarmakologiczne nie przynosi zadowalających rezultatów. 
Leczenie rozpoczyna się od podawania fludrokortyzonu – glikokortykosteroidu zatrzymującego sód.
W drugim rzędzie podaje się leki zwężające naczynia:
- efedryna 25 mg/dzień
- metylofenidat 10 mg/dzień
- fenylopropanolamina 25 mg/dzień
- midodryna <10 mg/dzień

Można zastosować również następujące substancje:
- kofeina (do 400 mg/dobę; kobiety w ciąży do 300 mg)
- niketamid (do 1500 mg/dobę)
- strychnina (do 5 mg/dobę, jednak zazwyczaj w znacznie mniejszych dawkach, aby uniknąć niebezpieczeństwa zatrucia)

## Klasyfikacja ICD10
| kod ICD10     | nazwa choroby                               |
| ------------- | ------------------------------------------- |
| ICD-10: I95   | Niedociśnienie tętnicze                     |
| ICD-10: I95.0 | Samoistne niedociśnienie tętnicze           |
| ICD-10: I95.1 | Niedociśnienie tętnicze ortostatyczne       |
| ICD-10: I95.2 | Niedociśnienie tętnicze wywołane przez leki |
| ICD-10: I95.8 | Inne niedociśnienie tętnicze                |
| ICD-10: I95.9 | Niedociśnienie tętnicze, nieokreślone       |